# Taberno
Taberno là một đô thị thuộc tỉnh Almería, ở cộng đồng tự trị Andalusia, Tây Ban Nha. Đô thị này có diện tích 44 km², dân số năm 2005 là 1085 người.

## Biến động dân số
| 1999  | 2000 | 2001 | 2002  | 2003  | 2004  | 2005  |
| ----- | ---- | ---- | ----- | ----- | ----- | ----- |
| 1,002 | 974  | 990  | 1,012 | 1,032 | 1,081 | 1,085 |

Nguồn: INE (Tây Ban Nha)